# Dendropanax brasiliensis
Dendropanax brasiliensis là một loài thực vật có hoa trong Họ Cuồng cuồng. Loài này được (Seem.) Frodin mô tả khoa học đầu tiên năm 2003 publ. 2004.